# Hogy veszítsük el barátainkat és idegenítsük el az embereket?
A Hogy veszítsük el barátainkat és idegenítsük el az embereket? (eredeti címe: How to Lose Friends and Alienate People) 2008-as brit filmvígjáték Robert B. Weide rendezésében. A film Toby Young How to Lose Friends & Alienate People című életrajzán alapul és annak cselekményét követi.
A főszerepben Simon Pegg, Kirsten Dunst, Danny Huston, Gillian Anderson, Megan Fox és Jeff Bridges látható. Az Egyesült Királyságban a Paramount Pictures gondozásában jelent meg, míg az Egyesült Államokban a Metro-Goldwyn-Mayer adta ki 2008. október 3-án.

## Rövid történet
Sidney, a híres újságíró állást vállal a Sharps magazinnál. Kollégái azonban gúnyolják a viselkedése miatt.

## Szereplők
| Színész          | Szerep            | Magyar hang         |
| ---------------- | ----------------- | ------------------- |
| Simon Pegg       | Sidney Young      | Fekete Zoltán       |
| Megan Fox        | Sohpie Maes       | Kiss Virág Magdolna |
| Kirsten Dunst    | Alison Olsen      | Vadász Bea          |
| Danny Huston     | Lawrence Maddox   | Kassai Károly       |
| Gillian Anderson | Eleanor Johnson   | Náray Erika         |
| Jeff Bridges     | Clayton Harding   | Sörös Sándor        |
| Bill Paterson    | Sir Richard Young | Csuha Lajos         |
| Max Minghella    | Vincent Lepak     | Pálmai Szabolcs     |
| Miriam Margolyes | Mrs. Kowalski     | Koffler Gizi        |
| Margo Stilley    | Ingrid            |                     |

További szereplők
- Jefferson Mays – Bill Nathanson
- Diana Kent – Rachel Petkoff
- Nathalie Cox – nő a bárban
- Charlotte Devaney – Bobbie, egy transznemű nő[3]
- Brian Austin Green – vendég a bulin
- Thandiwe Newton – önmaga
- Chris O’Dowd – munkatárs
- James Corden – munkatárs
- Katherine Parkinson – nő

Ricky Gervais, Kate Winslet és Daniel Craig archív felvételeken jelennek meg.

## Fogadtatás
A film többségben negatív kritikákat kapott. A Rotten Tomatoes oldalán 37%-ot ért el 112 kritika alapján, és 4.99 pontot szerzett a tízből. A Metacritic honlapján 35 pontot szerzett a százból, 25 kritika alapján. A The Sunday Times szerint azonban "ezen a filmen többet lehet nevetni, mint a múlt évtized bármelyik brit vígjátékán".
Roger Ebert három és fél csillaggal értékelte a négyből.